# 以撒会堂

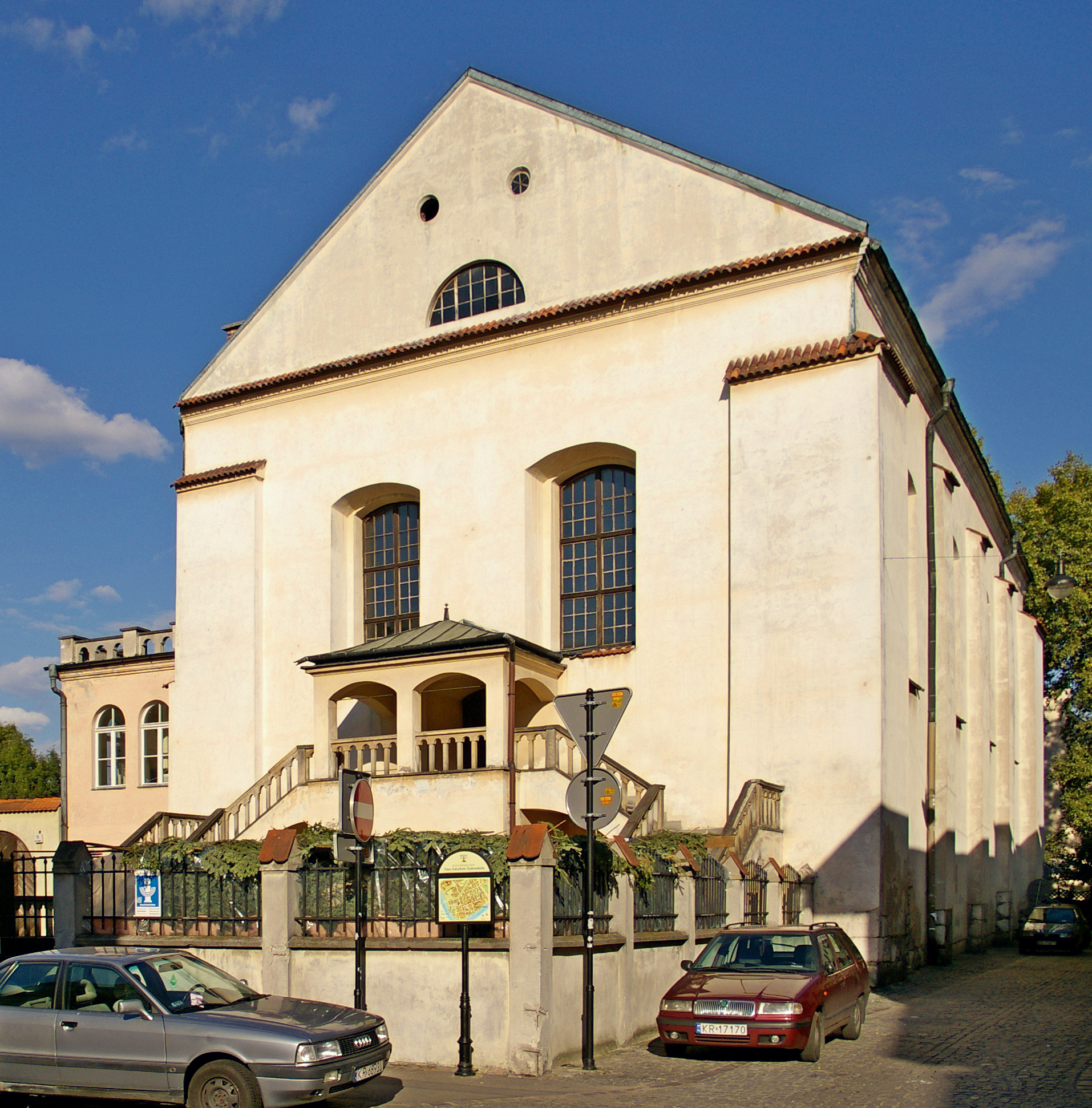
以撒会堂

以撒会堂（Synagoga Izaaka Jakubowicza）是一座犹太会堂，建于1644年，位于波兰克拉科夫历史悠久的卡齐米日区。它得名于其捐助者，雅各的儿子以撒（卒于1673年），也叫财主以撒，是国王瓦迪斯瓦夫四世的银行家。犹太会堂是由在波兰工作的意大利人Francesco Olivierri设计。雅各的儿子以撒安葬在Remuh 公墓。

## 传说
以撒会堂的创始人是一千零一夜的故事的一个传奇英雄雅各的儿子以撒，一个虔诚，但贫穷的犹太人。他梦见在布拉格的旧桥下面埋藏着宝藏。他毫不拖延，到达目的地。但是有一队士兵把守大桥，挖掘出了问题。以撒把他的梦告诉官员，答应分给他一半战利品。官员回答说：“只有波兰犹太人这样的傻瓜才会相信梦。几个晚上我一直梦到在犹太城卡齐米日贫穷的犹太人雅各的儿子以撒家的烤箱中藏着宝藏。你觉得我会愚蠢到去克拉科夫寻找这个雅各的儿子以撒的家吗?”以撒立刻回家，搬走烤箱，发现宝藏，成为财主。在此之后有人说：“有一些你全世界寻找的东西，只有在在自己家里才能发现。但是，在你意识到这一点之前，你往往不得不走上旅程，搜索无远弗届。” 。

## 建筑
这座早期巴洛克式建筑的内墙装饰丰富，纳粹占领波兰之前，此会堂拥有著名的约柜。当建筑规划时，一些教区官员认为设计对于犹太人太美丽了，导致工程的延误。建筑史学家克林斯基认为以撒会堂是克拉科夫所有旧犹太教堂中建筑上最重要的。 

## 历史
1939年12月5日，盖世太保命令当天值班的犹太官员马西米兰·瑞德利奇焚烧犹太经卷。当瑞德利奇拒绝，他被枪杀。 
纳粹破坏了内部的陈设。战争结束后，用于存储剧团的道具。在1981年内部烧毁。翻新在1983年和1989年开始，共产党在波兰倒台后，建筑归还犹太社区。目前它用于展览。